# (31802) 1999 LP30
1999 LP30 (asteroide 31802) é um asteroide da cintura principal. Possui uma excentricidade de 0.04863680 e uma inclinação de 3.67433º.
Este asteroide foi descoberto no dia 12 de junho de 1999 por Spacewatch em Kitt Peak.